# Suggestion de présentation

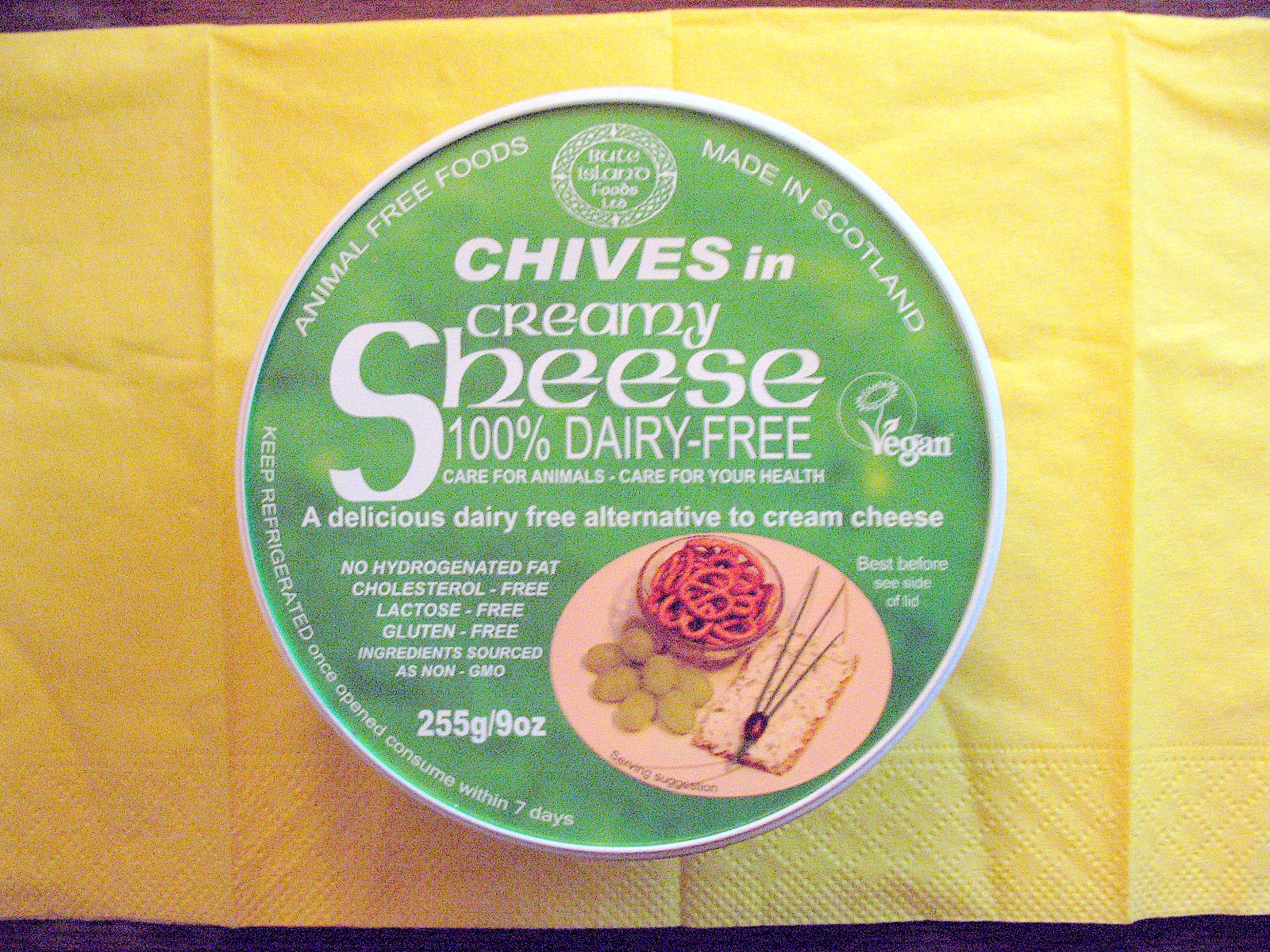
Un substitut de fromage avec une suggestion de présentation : le produit est présenté tartiné sur un cracker, accompagné de bretzels et de raisins.

Suggestion de présentation est une mention apparaissant sur les emballages alimentaires de produits, consistant à indiquer clairement que l'illustration qui y figure ne représente pas forcément la réalité du produit emballé.
Dans le cadre législatif de la directive de l'Union européenne sur la publicité mensongère, cette mention a pour but d'éviter toute action judiciaire pour publicité mensongère.